# Pignus simoni
Pignus simoni är en spindelart som först beskrevs av George William Peckham och Elizabeth Maria Gifford Peckham 1903.  Pignus simoni ingår i släktet Pignus och familjen hoppspindlar. Inga underarter finns listade i Catalogue of Life.